# SHFV-Hallenmasters
Das SHFV-Hallenmasters (offiziell LOTTO Masters, zunächst Schleswig-Holsteinische Hallenmeisterschaft) ist ein Hallenfußballturnier, das seit 1999 jährlich im Januar während der Winterpause in der Kieler Ostseehalle stattfindet. Es wird vom Schleswig-Holsteinischen Fußballverband (SHFV) ausgerichtet und ist mit rund 8700 Zuschauern das größte Hallenfußballturnier Deutschlands.

## Geschichte und Modus
1998 entstand im Schleswig-holsteinischen Fußballverband (SHFV) die Idee, in Anlehnung an den DFB-Hallenpokal einen offiziellen Landesmeister im Hallenfußball auszuspielen. Im Januar 1999 fand die erste Schleswig-Holsteinische Hallenmeisterschaft statt, für deren Umsetzung der SHFV-Präsident Peter Ehlers in Abstimmung mit Willi Holdorf und dem Citti-Inhaber Gerhard Lütje verantwortlich waren. Für das erste Turnier in der Kieler Ostseehalle waren zwölf Mannschaften qualifiziert: Holstein Kiel und der VfB Lübeck aus der drittklassigen Regionalliga Nord, die zu diesem Zeitpunkt acht besten schleswig-holsteinischen Mannschaften aus der viertklassigen Oberliga Hamburg/Schleswig-Holstein und die beiden bestplatziertesten Teams der fünftklassigen Verbandsliga Schleswig-Holstein.
Ab 2001 wurde das Teilnehmerfeld auf acht Teams reduziert. Qualifiziert sind die acht – zu einem gewissen Stichtag kurz vor der Winterpause – bestplatziertesten schleswig-holsteinischen Vereine; Zweitmannschaften sind nicht teilnahmeberechtigt. Seit 2006 findet das Turnier auf einem Kunstrasenbelag statt. Fand die Premieren-Ausgabe noch vor 3.287 Zuschauern statt, ist das Turnier heute regelmäßig – erstmals 2006 – mit rund 8.700 Zuschauern ausverkauft und damit das größte Hallenfußballturnier Deutschlands.
Die acht Mannschaften treten in zwei ausgelosten Vierergruppen an, in denen Jeder gegen Jeden spielt. Die beiden Gruppenersten qualifizieren sich für das Halbfinale. Dort treffen die beiden Gruppensieger auf den Gruppenzweiten der anderen Gruppe. Die Spielzeit beträgt 12:30 min.
Über die Jahre nahmen zahlreiche namhafte Spieler und Trainer wie André Breitenreiter, Michael Spies, Daniel Bärwolf, Dirk Bremser, Marc Heider, Fin Bartels, Falko Götz und Frank Neubarth an den SHFV-Hallenmasters teil.

## Ausgaben
Finale: Holstein Kiel (III) – VfB Lübeck (III) 1:2
Zuschauer: 3.287
Sieger: VfB Lübeck (III)
Mannschaften (Liga):
1. VfB Lübeck (III)
2. Holstein Kiel (IV)
3. TuS Felde (IV)
4. Eichholzer SV (IV)
5. TuS Hoisdorf (IV)
6. TSV Lägerdorf (IV)
7. VfR Neumünster (IV)
8. Husumer SV (V)

Sieger: VfR Neumünster
Sieger: VfR Neumünster (IV)
Finale: Holstein Kiel (III) – VfR Neumünster (IV) 1:2
Finale: Holstein Kiel (III) – Flensburg 08 (IV) 4:7 nach Neunmeterschießen
Sieger: Itzehoer SV (V)
Mannschaften (Liga):
1. Holstein Kiel (III)
2. VfB Lübeck (III)
3. FT Eider Büdelsdorf (IV)
4. VfR Neumünster (IV)
5. TSV Kropp (IV)
6. SV Eichede (V)
7. SV Henstedt-Rhen (V)
8. FC Kilia Kiel (V)

Sieger: Holstein Kiel
| Platz | Mannschaft (Liga)       | Tore | Punkte |
| ----- | ----------------------- | ---- | ------ |
| 1.    | FC Kilia Kiel (V)       | 6:2  | 9      |
| 2.    | VfB Lübeck (III)        | 5:6  | 4      |
| 3.    | FT Eider Büdelsdorf (V) | 3:4  | 2      |
| 4.    | TSV Kropp (V)           | 3:5  | 1      |

| Platz | Mannschaft (Liga)     | Tore | Punkte |
| ----- | --------------------- | ---- | ------ |
| 1.    | Holstein Kiel (III)   | 6:2  | 6      |
| 2.    | SV Henstedt-Rhen (IV) | 8:6  | 6      |
| 3.    | Flensburg 08 (V)      | 5:8  | 3      |
| 4.    | VfR Neumünster (IV)   | 3:6  | 3      |

| Gruppensieger | Gruppenzweiter   | Erg. |
| ------------- | ---------------- | ---- |
| FC Kilia Kiel | SV Henstedt-Rhen | 1:3  |
| Holstein Kiel | VfB Lübeck       | 1:0  |

| Sieger HF 1      | Sieger HF 2   | Erg. |
| ---------------- | ------------- | ---- |
| SV Henstedt-Rhen | Holstein Kiel | 2:0  |

| Platz | Mannschaft (Liga)   | Tore | Punkte |
| ----- | ------------------- | ---- | ------ |
| 1.    | VfR Neumünster (V)  | 9:5  | 7      |
| 2.    | Holstein Kiel (IV)  | 7:3  | 7      |
| 3.    | Heikendorfer SV (V) | 4:7  | 3      |
| 4.    | Itzehoer SV (V)     | 3:9  | 0      |

| Platz | Mannschaft (Liga)       | Tore | Punkte |
| ----- | ----------------------- | ---- | ------ |
| 1.    | TSV Kropp (V)           | 4:3  | 6      |
| 2.    | FT Eider Büdelsdorf (V) | 4:3  | 5      |
| 3.    | SV Henstedt-Rhen (IV)   | 3:2  | 4      |
| 4.    | VfB Lübeck (III)        | 2:5  | 1      |

| Gruppensieger  | Gruppenzweiter      | Erg. |
| -------------- | ------------------- | ---- |
| VfR Neumünster | FT Eider Büdelsdorf | 2:7  |
| TSV Kropp      | Holstein Kiel       | 21:4 |

| Sieger HF 1         | Sieger HF 2   | Erg. |
| ------------------- | ------------- | ---- |
| FT Eider Büdelsdorf | Holstein Kiel | 20:3 |

Zuschauer: über 8.000
| Platz | Mannschaft (Liga)       | Tore | Punkte |
| ----- | ----------------------- | ---- | ------ |
| 1.    | Holstein Kiel (IV)      | 6:3  | 7      |
| 2.    | FT Eider Büdelsdorf (V) | 4:3  | 5      |
| 3.    | VfR Neumünster (V)      | 5:4  | 3      |
| 4.    | Schleswig 06 (V)        | 4:9  | 1      |

| Platz | Mannschaft (Liga)    | Tore | Punkte |
| ----- | -------------------- | ---- | ------ |
| 1.    | Itzehoer SV (V)      | 8:3  | 6      |
| 2.    | SV Henstedt-Rhen (V) | 6:2  | 6      |
| 3.    | VfB Lübeck (IV)      | 3:5  | 4      |
| 4.    | Heider SV (V)        | 1:8  | 1      |

| Gruppensieger | Gruppenzweiter      | Erg.      |
| ------------- | ------------------- | --------- |
| Holstein Kiel | SV Henstedt-Rhen    | 4:3       |
| Itzehoer SV   | FT Eider Büdelsdorf | 2:4 n. N. |

| Sieger HF 1   | Sieger HF 2         | Erg. |
| ------------- | ------------------- | ---- |
| Holstein Kiel | FT Eider Büdelsdorf | 4:0  |

n. N. = nach Neunmeterschießen
Sieger: Holstein Kiel (III)
Sieger: VfB Lübeck (IV)
Sieger: Holstein Kiel (IV)
| Platz | Mannschaft (Liga)  | Tore | Punkte |
| ----- | ------------------ | ---- | ------ |
| 1.    | Holstein Kiel (IV) | 5:1  | 5      |
| 2.    | VfB Lübeck (IV)    | 3:2  | 5      |
| 3.    | TSV Kropp (V)      | 0:1  | 2      |
| 4.    | SV Todesfelde (V)  | 1:5  | 2      |

| Platz | Mannschaft (Liga)          | Tore | Punkte |
| ----- | -------------------------- | ---- | ------ |
| 1.    | Flensburg 08 (V)           | 6:2  | 9      |
| 2.    | VfR Neumünster (IV)        | 5:3  | 6      |
| 3.    | SV Eichede (V)             | 3:5  | 3      |
| 4.    | ETSV Weiche Flensburg (IV) | 2:6  | 0      |

| Gruppensieger | Gruppenzweiter | Erg. |
| ------------- | -------------- | ---- |
| Holstein Kiel | VfR Neumünster | 3:2  |
| Flensburg 08  | VfB Lübeck     | 2:1  |

| Sieger HF 1   | Sieger HF 2  | Erg. |
| ------------- | ------------ | ---- |
| Holstein Kiel | Flensburg 08 | 3:1  |

Zuschauer: 8.400
| Platz | Mannschaft (Liga)          | Tore | Punkte |
| ----- | -------------------------- | ---- | ------ |
| 1.    | ETSV Weiche Flensburg (IV) | 6:3  | 7      |
| 2.    | Holstein Kiel (III)        | 7:2  | 6      |
| 3.    | Preetzer TSV (V)           | 2:6  | 3      |
| 4.    | TSV Altenholz (V)          | 3:7  | 1      |

| Platz | Mannschaft (Liga)   | Tore | Punkte |
| ----- | ------------------- | ---- | ------ |
| 1.    | VfR Neumünster (IV) | 5:3  | 7      |
| 2.    | VfB Lübeck (V)      | 7:3  | 5      |
| 3.    | SV Todesfelde (V)   | 4:8  | 3      |
| 4.    | SV Eichede (V)      | 5:7  | 1      |

| Gruppensieger         | Gruppenzweiter | Erg.      |
| --------------------- | -------------- | --------- |
| ETSV Weiche Flensburg | VfB Lübeck     | 3:1       |
| VfR Neumünster        | Holstein Kiel  | 2:5 n. N. |

| Sieger HF 1           | Sieger HF 2   | Erg. |
| --------------------- | ------------- | ---- |
| ETSV Weiche Flensburg | Holstein Kiel | 1:0  |

n. N. = nach Neunmeterschießen
| Platz | Mannschaft (Liga)          | Tore | Punkte |
| ----- | -------------------------- | ---- | ------ |
| 1.    | ETSV Weiche Flensburg (IV) | 10:2 | 7      |
| 2.    | TuS Hartenholm (V)         | 4:3  | 4      |
| 3.    | Eutin 08 (V)               | 3:11 | 3      |
| 4.    | VfR Neumünster (IV)        | 5:6  | 2      |

| Platz | Mannschaft (Liga)   | Tore | Punkte |
| ----- | ------------------- | ---- | ------ |
| 1.    | Holstein Kiel (III) |      |        |
| 2.    | VfB Lübeck (IV)     |      |        |
| 3.    | TSV Schilksee (V)   |      |        |
| 4.    | SV Eichede (V)      |      |        |

| Gruppensieger         | Gruppenzweiter | Erg.      |
| --------------------- | -------------- | --------- |
| ETSV Weiche Flensburg | VfB Lübeck     | 4:5 n. N. |
| Holstein Kiel         | TuS Hartenholm | 1:2       |

| Sieger HF 1 | Sieger HF 2    | Erg. |
| ----------- | -------------- | ---- |
| VfB Lübeck  | TuS Hartenholm | 1:2  |

n. N. = nach Neunmeterschießen
Zuschauer: 8.600
| Platz | Mannschaft (Liga)          | Tore | Punkte |
| ----- | -------------------------- | ---- | ------ |
| 1.    | Holstein Kiel (III)        | 3:2  | 5      |
| 2.    | ETSV Weiche Flensburg (IV) | 3:1  | 4      |
| 3.    | Eutin 08 (V)               | 4:4  | 4      |
| 4.    | Heider SV (V)              | 1:4  | 2      |

| Platz | Mannschaft (Liga)  | Tore | Punkte |
| ----- | ------------------ | ---- | ------ |
| 1.    | SV Eichede (V)     | 3:1  | 5      |
| 2.    | VfB Lübeck (IV)    | 2:1  | 5      |
| 3.    | TSV Schilksee (IV) | 4:5  | 2      |
| 4.    | TSB Flensburg (IV) | 4:6  | 2      |

| Gruppensieger | Gruppenzweiter        | Erg.      |
| ------------- | --------------------- | --------- |
| Holstein Kiel | VfB Lübeck            | 5:6 n. N. |
| SV Eichede    | ETSV Weiche Flensburg | 0:2       |

| Sieger HF 1 | Sieger HF 2           | Erg.  |
| ----------- | --------------------- | ----- |
| VfB Lübeck  | ETSV Weiche Flensburg | n. N. |

n. N. = nach Neunmeterschießen
| Platz | Mannschaft (Liga)   | Tore | Punkte |
| ----- | ------------------- | ---- | ------ |
| 1.    | VfR Neumünster (V)  | 9:3  | 9      |
| 2.    | Holstein Kiel (III) | 7:5  | 4      |
| 3.    | VfB Lübeck (IV)     | 10:9 | 3      |
| 4.    | TSV Schilksee (V)   | 2:11 | 1      |

| Platz | Mannschaft (Liga)          | Tore | Punkte |
| ----- | -------------------------- | ---- | ------ |
| 1.    | ETSV Weiche Flensburg (IV) | 8:4  | 7      |
| 2.    | Eutin 08 (V)               | 9:5  | 5      |
| 3.    | Flensburg 08 (V)           | 4:8  | 3      |
| 4.    | SV Eichede (IV)            | 4:8  | 1      |

| Gruppensieger         | Gruppenzweiter | Erg. |
| --------------------- | -------------- | ---- |
| VfR Neumünster        | Eutin 08       | 2:3  |
| ETSV Weiche Flensburg | Holstein Kiel  | 5:2  |

| Sieger HF 1 | Sieger HF 2           | Erg. |
| ----------- | --------------------- | ---- |
| Eutin 08    | ETSV Weiche Flensburg | 2:4  |

| Platz | Mannschaft (Liga)           | Tore | Punkte |
| ----- | --------------------------- | ---- | ------ |
| 1.    | SC Weiche Flensburg 08 (IV) | 9:4  | 9      |
| 2.    | TSB Flensburg (V)           | 7:5  | 6      |
| 3.    | Eutin 08 (IV)               | 5:7  | 3      |
| 4.    | SV Todesfelde (V)           | 5:10 | 0      |

| Platz | Mannschaft (Liga)  | Tore | Punkte |
| ----- | ------------------ | ---- | ------ |
| 1.    | NTSV Strand 08 (V) | 12:6 | 7      |
| 2.    | Holstein Kiel (II) | 5:3  | 5      |
| 3.    | VfR Neumünster (V) | 4:5  | 2      |
| 4.    | VfB Lübeck (IV)    | 5:12 | 1      |

| Gruppensieger          | Gruppenzweiter | Erg. |
| ---------------------- | -------------- | ---- |
| SC Weiche Flensburg 08 | Holstein Kiel  | 3:0  |
| NTSV Strand 08         | TSB Flensburg  | 2:3  |

| Sieger HF 1            | Sieger HF 2   | Erg. |
| ---------------------- | ------------- | ---- |
| SC Weiche Flensburg 08 | TSB Flensburg | 2:1  |

| Platz | Mannschaft (Liga)           | Tore | Punkte |
| ----- | --------------------------- | ---- | ------ |
| 1.    | NTSV Strand 08 (V)          | 9:6  | 7      |
| 2.    | SC Weiche Flensburg 08 (IV) | 6:3  | 4      |
| 3.    | VfB Lübeck II (V)           | 4:4  | 3      |
| 4.    | TSB Flensburg (V)           | 6:10 | 1      |

| Platz | Mannschaft (Liga)     | Tore | Punkte |
| ----- | --------------------- | ---- | ------ |
| 1.    | SV Todesfelde (V)     | 9:4  | 9      |
| 2.    | TSV Bordesholm (V)    | 7:5  | 4      |
| 3.    | Holstein Kiel II (IV) | 5:6  | 2      |
| 4.    | Heider SV (V)         | 3:9  | 1      |

| Gruppensieger  | Gruppenzweiter         | Erg. |
| -------------- | ---------------------- | ---- |
| NTSV Strand 08 | TSV Bordesholm         | 3:0  |
| SV Todesfelde  | SC Weiche Flensburg 08 | 6:7  |

| Sieger HF 1    | Sieger HF 2            | Erg. |
| -------------- | ---------------------- | ---- |
| NTSV Strand 08 | SC Weiche Flensburg 08 | 4:3  |

Holstein Kiel (2. Bundesliga) und der VfB Lübeck (Regionalliga Nord) traten mit ihrer zweiten Mannschaft an.
Zuschauer: mehr als 8.000
| Platz | Mannschaft (Liga)       | Tore | Punkte |
| ----- | ----------------------- | ---- | ------ |
| 1.    | TSB Flensburg (V)       | 9:7  | 6      |
| 2.    | 1. FC Phönix Lübeck (V) | 8:6  | 6      |
| 3.    | Holstein Kiel II (IV)   | 6:5  | 6      |
| 4.    | VfB Lübeck II (V)       | 1:6  | 0      |

| Platz | Mannschaft (Liga)           | Tore | Punkte |
| ----- | --------------------------- | ---- | ------ |
| 1.    | SC Weiche Flensburg 08 (IV) | 5:2  | 5      |
| 2.    | SV Todesfelde (V)           | 4:2  | 5      |
| 3.    | SV Eichede (V)              | 3:3  | 3      |
| 4.    | Heider SV (IV)              | 1:6  | 1      |

| Gruppensieger          | Gruppenzweiter      | Erg. |
| ---------------------- | ------------------- | ---- |
| TSB Flensburg          | SV Todesfelde       | 1:3  |
| SC Weiche Flensburg 08 | 1. FC Phönix Lübeck | 2:0  |

| Sieger HF 1   | Sieger HF 2            | Erg. |
| ------------- | ---------------------- | ---- |
| SV Todesfelde | SC Weiche Flensburg 08 | 3:1  |

Holstein Kiel (2. Bundesliga) und der VfB Lübeck (Regionalliga Nord) traten mit ihrer zweiten Mannschaft an. Die Ostseehalle war mit 8.700 Zuschauern ausverkauft.
Die für Januar 2021 geplante 23. Ausgabe fand aufgrund der COVID-19-Pandemie nicht statt. 2022 sollten die SHFV-Hallenmasters zunächst stattfinden. Im November 2021 wurden folgende Gruppen ausgelost: Der VfB Lübeck (IV), SC Weiche Flensburg 08 (IV), SV Todesfelde (V) und Heider SV (IV) in Gruppe A sowie der 1. FC Phönix Lübeck (V), Holstein Kiel (II), der SV Eichede (V) und der Eckernförder SV (V) in Gruppe B. Da die Saison 2021/22 der Oberliga Schleswig-Holstein in zwei Gruppen ausgetragen wurde, hatte der SV Todesfelde zuvor ein Entscheidungsspiel um die Qualifikation gegen den TSV Bordesholm bestritten. Das Turnier musste jedoch auch in diesem Jahr aufgrund der Corona-Pandemie abgesagt werden. Bereits verkaufte Tickets behielten ihre Gültigkeit, zudem blieb das Teilnehmerfeld für 2023 bestehen.
| Platz | Mannschaft (Liga)           | Tore | Punkte |
| ----- | --------------------------- | ---- | ------ |
| 1.    | SC Weiche Flensburg 08 (IV) | 9:1  | 9      |
| 2.    | SV Todesfelde (V)           | 5:3  | 6      |
| 3.    | Heider SV (V)               | 2:6  | 3      |
| 4.    | VfB Lübeck II (V)           | 2:8  | 0      |

| Platz | Mannschaft (Liga)        | Tore | Punkte |
| ----- | ------------------------ | ---- | ------ |
| 1.    | 1. FC Phönix Lübeck (IV) | 10:3 | 6      |
| 2.    | SV Eichede (V)           | 3:2  | 5      |
| 3.    | Eckernförder SV (V)      | 3:7  | 2      |
| 3.    | Holstein Kiel II (IV)    | 3:7  | 2      |

| Gruppensieger          | Gruppenzweiter | Erg. |
| ---------------------- | -------------- | ---- |
| SC Weiche Flensburg 08 | SV Eichede     | 3:2  |
| 1. FC Phönix Lübeck    | SV Todesfelde  | 4:1  |

| Sieger HF 1            | Sieger HF 2         | Erg. |
| ---------------------- | ------------------- | ---- |
| SC Weiche Flensburg 08 | 1. FC Phönix Lübeck | 2:0  |

Die 23. Ausgabe wurde mit den für das Vorjahr qualifizierten Mannschaften gespielt. Holstein Kiel (2. Bundesliga) und der VfB Lübeck (Regionalliga Nord) traten mit ihrer zweiten Mannschaft an. Die Ostseehalle war mit 8.659 Zuschauern ausverkauft. Torschützenkönig wurde Niclas Nadj (SC Weiche Flensburg 08) mit 8 Toren.
| Platz | Mannschaft (Liga)           | Tore | Punkte |
| ----- | --------------------------- | ---- | ------ |
| 1.    | SV Todesfelde (V)           | 5:0  | 7      |
| 2.    | 1. FC Phönix Lübeck (IV)    | 5:2  | 7      |
| 3.    | SC Weiche Flensburg 08 (IV) | 3:5  | 3      |
| 4.    | VfB Lübeck II (V)           | 2:8  | 0      |

| Platz | Mannschaft (Liga)         | Tore | Punkte |
| ----- | ------------------------- | ---- | ------ |
| 1.    | FC Kilia Kiel (IV)        | 8:5  | 6      |
| 2.    | TSB Flensburg (V)         | 3:2  | 6      |
| 3.    | PSV Union Neumünster (IV) | 5:6  | 3      |
| 4.    | Holstein Kiel II (IV)     | 3:6  | 3      |

| Gruppensieger | Gruppenzweiter      | Erg.      |
| ------------- | ------------------- | --------- |
| SV Todesfelde | TSB Flensburg       | 4:5 n. N. |
| FC Kilia Kiel | 1. FC Phönix Lübeck | 2:1       |

| Sieger HF 1   | Sieger HF 2   | Erg. |
| ------------- | ------------- | ---- |
| TSB Flensburg | FC Kilia Kiel | 0:1  |

Holstein Kiel (2. Bundesliga) und der VfB Lübeck (3. Liga) traten mit ihrer zweiten Mannschaft an. Die Ostseehalle war mit 8.569 Zuschauern ausverkauft.
n. N. = nach Neunmeterschießen
| Platz | Mannschaft (Liga)           | Tore | Punkte |
| ----- | --------------------------- | ---- | ------ |
| 1.    | VfB Lübeck (IV)             | 10:4 | 9      |
| 2.    | SC Weiche Flensburg 08 (IV) | 4:4  | 6      |
| 3.    | Holstein Kiel II (IV)       | 4:5  | 3      |
| 4.    | Heider SV (V)               | 3:8  | 0      |

| Platz | Mannschaft (Liga)        | Tore | Punkte |
| ----- | ------------------------ | ---- | ------ |
| 1.    | 1. FC Phönix Lübeck (IV) | 6:5  | 6      |
| 2.    | SV Todesfelde (IV)       | 4:4  | 4      |
| 3.    | SV Eichede (V)           | 4:4  | 4      |
| 4.    | FC Kilia Kiel (V)        | 6:7  | 2      |

| Gruppensieger       | Gruppenzweiter         | Erg. |
| ------------------- | ---------------------- | ---- |
| VfB Lübeck          | SV Todesfelde          | 2:3  |
| 1. FC Phönix Lübeck | SC Weiche Flensburg 08 | 1:4  |

| Sieger HF 1   | Sieger HF 2            | Erg. |
| ------------- | ---------------------- | ---- |
| SV Todesfelde | SC Weiche Flensburg 08 | 1:0  |

Die Gruppen wurden von Rudi Völler ausgelost. Holstein Kiel (Bundesliga) trat mit der zweiten Mannschaft an, der VfB Lübeck schickte hingegen erstmals seit 2018 die erste Mannschaft an den Start. Die Ostseehalle war mit 8.569 Zuschauern ausverkauft. Torschützenkönig wurde Sandro Plechaty (SC Weiche Flensburg 08) mit 4 Toren.

## Bisherige Sieger
| Jahr | Sieger                     |
| ---- | -------------------------- |
| 1999 | VfB Lübeck                 |
| 2000 | VfB Lübeck (2)             |
| 2001 | VfR Neumünster             |
| 2002 | VfR Neumünster (2)         |
| 2003 | VfR Neumünster (3)         |
| 2004 | Flensburg 08               |
| 2005 | Itzehoer SV                |
| 2006 | Holstein Kiel              |
| 2007 | SV Henstedt-Rhen           |
| 2008 | Holstein Kiel (2)          |
| 2009 | Holstein Kiel (3)          |
| 2010 | Holstein Kiel (4)          |
| 2011 | VfB Lübeck (3)             |
| 2012 | Holstein Kiel (5)          |
| 2013 | Holstein Kiel (6)          |
| 2014 | ETSV Weiche Flensburg      |
| 2015 | TuS Hartenholm             |
| 2016 | ETSV Weiche Flensburg (2)  |
| 2017 | ETSV Weiche Flensburg (3)  |
| 2018 | SC Weiche Flensburg 08 (4) |
| 2019 | NTSV Strand 08             |
| 2020 | SV Todesfelde              |
| 2021 | nicht ausgetragen          |
| 2022 | nicht ausgetragen          |
| 2023 | SC Weiche Flensburg 08 (5) |
| 2024 | FC Kilia Kiel              |
| 2025 | SV Todesfelde (2)          |

| Anzahl | Verein                                       | Jahre                              |
| ------ | -------------------------------------------- | ---------------------------------- |
| 6      | Holstein Kiel                                | 2006, 2008, 2009, 2010, 2012, 2013 |
| 5      | ETSV Weiche Flensburg/SC Weiche Flensburg 08 | 2014, 2016, 2017, 2018, 2023       |
| 3      | VfB Lübeck                                   | 1999, 2000, 2011                   |
| 3      | VfR Neumünster                               | 2001, 2002, 2003                   |
| 2      | SV Todesfelde                                | 2020, 2025                         |